# 릭 헤링
(릭 헤링)은 녹색전차 해모수의 주인공으로, 성우는 이향숙 / 미도리카와 히카루.

## 프로필
성우: 이향숙 / 미도리카와 히카루
이 작품의 남주인공으로 헤링박사의 손자이며 고아원에서 전쟁으로 고아가 된 아이들을 보살피고도 있다. 빚을 지게 되어 철거될 위기에 처한 고아원을 보존하기 위해 돈을 벌기 위하여 선크리스탈을 찾으러 나서게 되었다. 하지만 선크리스탈이 할아버지인 헤링 박사가 테라를 구해내기 위한 프로젝트 중 하나라는 사실을 알게 되면서 나머지 6개의 크리스탈을 찾아나서게 된다. 불의를 보면 참지 못하며 정의심이 강하고 모험심이 강한 소년이기도 하면서도 고아들에게는 자상하고 온화한 형이나 오빠 같은 존재이기도 하다. 자신도 한때 고아였었으나 나중에 가서 친부모님과 재회하게 되고 헤링 박사와 부모님이 개발한 로봇인 '페트론' 의 조종을 맡기도 하였다.